# Acrepidopterum reseri
Acrepidopterum reseri là một loài bọ cánh cứng trong họ Cerambycidae.